# Цимбидиум канран
Цимбидиум канран (лат. Cymbidium kanran) — вид многолетних травянистых растений семейства Орхидные.
Один из наиболее распространённых видов цимбидиумов в комнатной и садовой культуре Китая и Японии.
Общепринятого русского названия не имеет.

## Синонимы
По данным Королевских ботанических садов в Кью:
- Cymbidium kanran f. purpurascens Makino, 1902
- Cymbidium oreophilum Hayata, 1914
- Cymbidium purpureohiemale Hayata, 1914
- Cymbidium linearisepalum Yamam., 1930
- Cymbidium linearisepalum f. atropurpureum Yamam., 1932
- Cymbidium tosyaense Masam., 1935
- Cymbidium sinokanran Yen, 1964
- Cymbidium kanran var. purpureohiemale (Hayata) S.S.Ying, 1977

## Этимология и история описания
Китайское название — 寒兰.
Японское название — カンラン, 寒蘭 (зимняя орхидея).

## Биологическое описание
Побег симподиального типа.

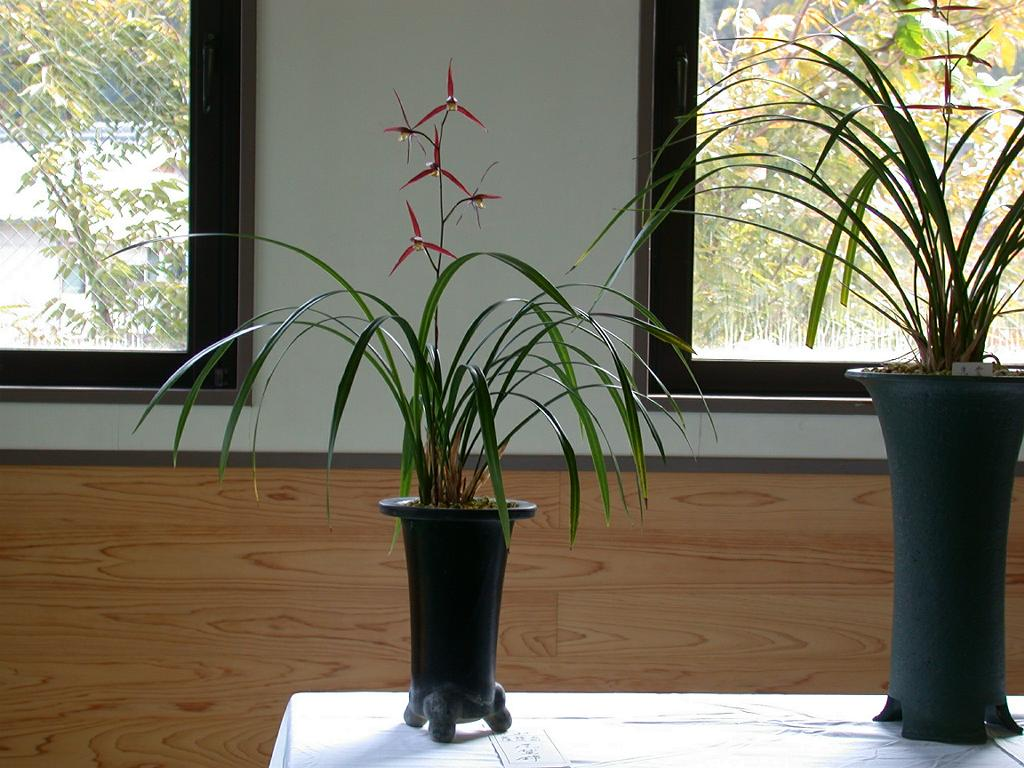
Cymbidium kanran

Псевдобульбы слабо развиты, яйцевидные 2—4 × 1—1,5 см, полностью скрытые влагалищами 3—5 (до 7) листьев.
Корни мясистые, длинные.
Листья узкие, линейные, сидячие, матовые, однотонно зелёные, 40—70 см длиной, 0,9—1,7 см шириной.
Соцветие вертикальное, 25—60 (до 80) см длиной, 5—12 цветковая кисть.
Цветки сильно и приятно ароматные, цвет изменчив. Лепестки узкие, оттянутые на верхушке. Колонка 10—17 мм. Поллиниев — 4 (в двух парах).
Число хромосом: 2n = 40, 41.

## Ареал, экологические особенности
Китай, Тайвань, Япония (Западный Хонсю, Сикоку, Кюсю), Корея.
Наземное растение или литофит. По данным китайских авторов: затенённые, влажные местообитания в лесах на каменистых склонах на высотах от 400 до 2400 метров над уровнем моря. По другой информации: 800—1800 метров над уровнем моря. 
 В Корее на высотах 200—600 метров над уровнем моря.
Цветение с августа по декабрь.
Относится к числу охраняемых видов (II приложение CITES).

## В культуре

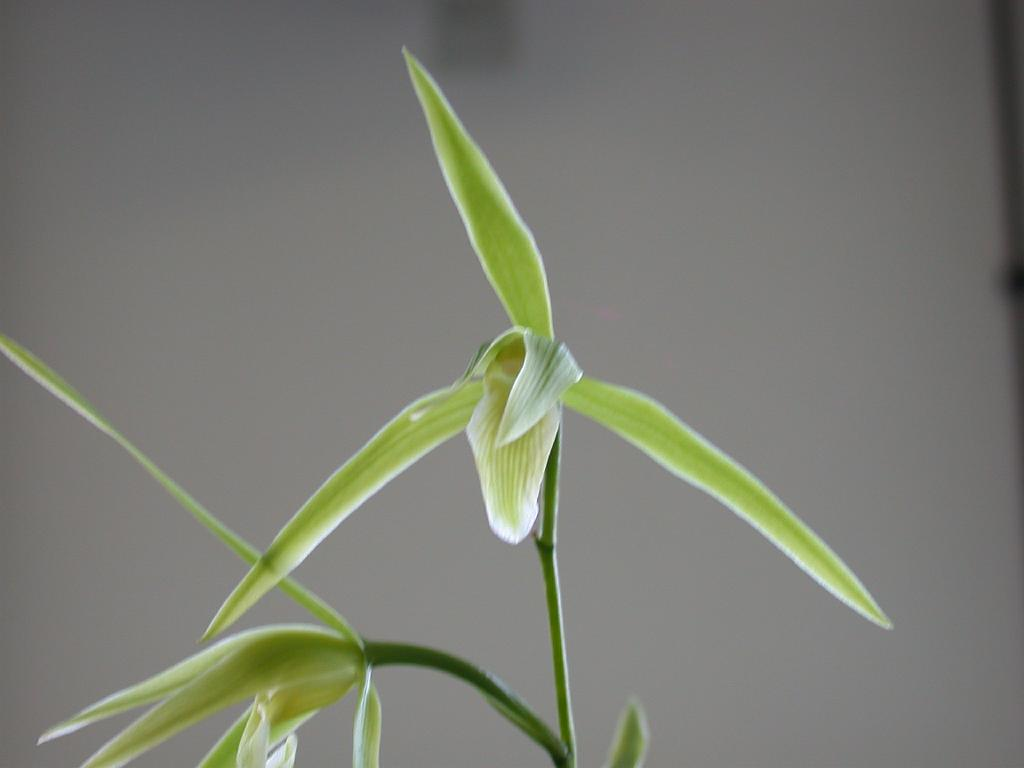
Одна из форм Cymbidium kanran

Cymbidium kanran ценится за эстетичную форму вегетативной части и аромат цветков. В культуре распространено множество садовых разновидностей отличающихся различной окраской и деталями строения цветков и вариегатностью листьев.
Для закладки генеративных побегов требуются ночные температуры около 5—10 °C.
Из-за длинных и мощных корней, растения содержат в высоких специально сделанных для цимбидиумов горшках напоминающих по форме вазу. При культивировании растений в обычных горшках наблюдается менее интенсивное цветение.
Субстрат: смесь мелкого щебня или кусочков лавы, коры сосны, корни осмунды, древесного угля и сфагнума отличающийся хорошей воздухопроницаемостью. Во время посадки особое внимание уделяется отсутствию пустот в горшке.
Соотношение отдельных компонентов субстрата зависит от микро- и макроклиматических условий. Некоторые цветоводы Азии, живущие в странах с тёплым климатом используют в качестве субстрата только каменистые смеси. Для стран с холодной зимой рекомендуется субстрат включающий органические компоненты. Плотность почвенной смеси должна быть такова, чтобы вода при поливе полностью просачивалась сквозь весь субстрат в течение 10 секунд.
Полив равномерный в течение всего года. Зимой полив сокращают.
Пересадка производится весной, один раз в 2—3 года.